# Yannick Carrasco
Yannick Ferreira Carrasco (sinh ngày 4 tháng 9 năm 1993) là một cầu thủ bóng đá người Bỉ hiện đang thi đấu ở vị trí tiền vệ cho câu lạc bộ Al-Shabab và là thành viên của đội tuyển bóng đá quốc gia Bỉ.

## Sự nghiệp

### Monaco
Sinh tại Ixelles, Bỉ, có cha là người Bồ Đào Nha và mẹ là người Tây Ban Nha. Carrasco đã gia nhập câu lạc bộ Pháp Monaco từ CLB Bỉ Genk vào năm 2010.
Anh đã chơi trận chuyên nghiệp đầu tiên của mình cho Monaco vào ngày 30 tháng 7 năm 2012 trong một trận đấu ở giải Ligue 2 với Tours. Trong trận đấu, Anh đã mở tỉ số với một cú đá phạt đẹp mắt để đưa Monaco đến một chiến thắng 4-0.
Ngày 13 tháng 4 năm 2013, anh đã ghi cả hai bàn thắng cho Monaco trong chiến thắng 2-0 trước Auxerre. Ở Monaco, Carrasco đã ra sân 27 trận và ghi được 6 bàn thắng góp phần đưa Monaco trở lại Ligue 1.
Ligue 1 bàn thắng đầu tiên của Carrasco là ngày 5 tháng 10 năm 2013 đó là bàn thắng ghi vào lưới Saint-Étienne sau một pha phối hợp với James Rodríguez và giúp Monaco giành chiến thắng 2-1. Carrasco ghi hai bàn trong vòng 10 phút vào ngày 20 Tháng Mười, khi Monaco hòa 2-2 với Sochaux.
Vào ngày 25 tháng 2 năm 2015, Carrasco đã ghi bàn thắng cuối cùng cho Monaco trong chiến thắng 3-1 trước Arsenal ở vòng 16 đội lượt đi của UEFA Champions League, sau khi thay thế Dimitar Berbatov ở phút thứ 75.

### Atlético Madrid
Ngày 10 tháng 7 năm 2015, Atlético Madrid công bố việc ký kết với Carrasco một hợp đồng 5năm với mức phí chuyển nhượng là 20 triệu €. Ngày 18 tháng 10 năm 2015, Carrasco đã ghi bàn thắng đầu tiên cho Atletico trong chiến thắng 2-0 trước Real Sociedad.
Ngày 29 tháng 5 năm 2016, Carrasco ghi bàn gỡ hòa ở phút 79 cho Atlético trong trận chung kết UEFA Champions League với Real Madrid nhưng không giúp được Atlético tránh khỏi một thất bại và nhường chức vô địch cho Real một cách đau đớn!

## Thống kê sự nghiệp
Tính đến 21 tháng 3 năm 2021
| Câu lạc bộ                     | Câu lạc bộ                     | Giải đấu | Giải đấu | Cúp quốc gia    | Cúp quốc gia    | Cúp liên đoàn     | Cúp liên đoàn     | Châu lục | Châu lục | Tổng cộng | Tổng cộng |
| Mùa giải                       | Câu lạc bộ                     | Trận     | Bàn      | Trận            | Bàn             | Trận              | Bàn               | Trận     | Bàn      | Trận      | Bàn       |
| Câu lạc bộ                     | Câu lạc bộ                     | Ligue 1  | Ligue 1  | Coupe de France | Coupe de France | Coupe de la Ligue | Coupe de la Ligue | UEFA     | UEFA     | Tổng cộng | Tổng cộng |
| ------------------------------ | ------------------------------ | -------- | -------- | --------------- | --------------- | ----------------- | ----------------- | -------- | -------- | --------- | --------- |
| 2012–13                        | Monaco                         | 27       | 6        | 2               | 0               | 2                 | 2                 | –        | –        | 31        | 8         |
| 2013–14                        | Monaco                         | 18       | 3        | 4               | 1               | 0                 | 0                 | –        | –        | 22        | 4         |
| 2014–15                        | Monaco                         | 36       | 6        | 4               | 0               | 2                 | 1                 | 10       | 1        | 52        | 8         |
| Tổng cộng Monaco               | Tổng cộng Monaco               | 81       | 15       | 10              | 1               | 4                 | 3                 | 10       | 1        | 105       | 20        |
| Câu lạc bộ                     | Câu lạc bộ                     | La Liga  | La Liga  | Copa del Rey    | Copa del Rey    | –                 | –                 | UEFA     | UEFA     | Tổng cộng | Tổng cộng |
| 2015–16                        | Atletico Madrid                | 29       | 4        | 5               | 0               | –                 | –                 | 9        | 1        | 43        | 5         |
| 2016–17                        | Atletico Madrid                | 35       | 10       | 6               | 2               | –                 | –                 | 12       | 2        | 53        | 14        |
| 2017–18                        | Atletico Madrid                | 17       | 3        | 5               | 1               | –                 | –                 | 5        | 0        | 27        | 4         |
| Tổng cộng Atlético Madrid      | Tổng cộng Atlético Madrid      | 81       | 17       | 16              | 3               | –                 | –                 | 26       | 3        | 123       | 23        |
| 2018                           | Đại Liên Nhất Phương           | 25       | 7        | 1               | 0               | —                 | —                 | —        | —        | 26        | 7         |
| 2019                           | Đại Liên Nhất Phương           | 25       | 17       | 1               | 0               | —                 | —                 | —        | —        | 26        | 17        |
| Tổng cộng Đại Liên Nhất Phương | Tổng cộng Đại Liên Nhất Phương | 50       | 24       | 2               | 0               | —                 | —                 | 0        | 0        | 52        | 24        |
| Atlético Madrid (mượn)         | 2019–20                        | 15       | 1        | 0               | 0               | —                 | —                 | 1        | 0        | 16        | 1         |
| Atlético Madrid                | 2020–21                        | 21       | 2        | 0               | 0               | —                 | —                 | 5        | 1        | 26        | 3         |
| Tổng cộng                      | Tổng cộng                      | 36       | 3        | 0               | 0               | —                 | —                 | 6        | 1        | 42        | 4         |
| Tổng cộng Atlético             | Tổng cộng Atlético             | 117      | 20       | 16              | 3               | —                 | —                 | 33       | 4        | 166       | 27        |
| Tổng cộng sự nghiệp            | Tổng cộng sự nghiệp            | 248      | 59       | 28              | 4               | 4                 | 3                 | 43       | 5        | 323       | 71        |

### Bàn thắng quốc tế
| #   | Ngày                 | Địa điểm                                              | Đối thủ              | Bàn thắng | Kết quả | Giải đấu                      |
| --- | -------------------- | ----------------------------------------------------- | -------------------- | --------- | ------- | ----------------------------- |
| 1.  | 26 tháng 6 năm 2016  | Sân vận động Thành phố, Toulouse, Pháp                | Hungary              | 4–0       | 4–0     | UEFA Euro 2016                |
| 2.  | 6 tháng 9 năm 2016   | Sân vận động GSP, Nicosia, Síp                        | Síp                  | 3–0       | 3–0     | Vòng loại FIFA World Cup 2018 |
| 3.  | 9 tháng 11 năm 2016  | Amsterdam Arena, Amsterdam, Hà Lan                    | Hà Lan               | 1–1       | 1–1     | Giao hữu                      |
| 4.  | 12 tháng 11 năm 2016 | Sân vận động Nhà vua Baudouin, Brussels, Bỉ           | Estonia              | 4–1       | 8–1     | Vòng loại FIFA World Cup 2018 |
| 5.  | 7 tháng 10 năm 2017  | Sân vận động Grbavica, Sarajevo, Bosna và Hercegovina | Bosna và Hercegovina | 4–3       | 4–3     | Vòng loại FIFA World Cup 2018 |
| 6.  | 19 tháng 11 năm 2019 | Sân vận động Nhà vua Baudouin, Brussels, Bỉ           | Síp                  | 4–1       | 6–1     | Vòng loại UEFA Euro 2020      |
| 7.  | 7 tháng 10 năm 2021  | Sân vận động Juventus, Torino, Ý                      | Pháp                 | 1–0       | 2–3     | UEFA Nations League 2020–21   |
| 8.  | 13 tháng 11 năm 2021 | Sân vận động Nhà vua Baudouin, Brussels, Bỉ           | Estonia              | 2–0       | 3–1     | Vòng loại FIFA World Cup 2022 |
| 9.  | 28 tháng 3 năm 2023  | RheinEnergieStadion, Cologne, Đức                     | Đức                  | 1–0       | 3–2     | Giao hữu                      |
| 10. | 19 tháng 11 năm 2019 | Dalga Arena, Baku, Azerbaijan                         | Azerbaijan           | 1–0       | 1–0     | Vòng loại UEFA Euro 2024      |
| 11. | 15 tháng 11 năm 2023 | Den Dreef, Leuven, Bỉ                                 | Serbia               | 1–0       | 1–0     | Giao hữu                      |

## Danh hiệu

### Câu lạc bộ
Monaco
- Ligue 2: 2012–13

Atlético Madrid
- La Liga: 2020–21[2]
- UEFA Europa League: 2017–18
- UEFA Champions League á quân : 2015–16

### Đội tuyển quốc gia
Đội tuyển quốc gia Bỉ
- Hạng ba World Cup 2018